# Mitja Dragšič
Mitja Dragšič (Miklavž na Dravskem polju, 21 luglio 1979) è un ex sciatore alpino sloveno.

## Biografia

### Stagioni 1995-2002
Dragšič, specialista delle prove tecniche attivo in gare FIS dal gennaio del 1995, esordì Coppa Europa l'8 marzo 1997 a Kranjska Gora in slalom gigante, senza completare la prova; ai successivi Mondiali juniores di Schladming 1997 conquistò la medaglia d'oro nello slalom speciale. Da campione juniores in carica lo sloveno ebbe il diritto di partecipare alle finali di Coppa del Mondo 1997, facendo così il suo esordio nel massimo circuito internazionale il 15 marzo a Vail, senza completare la prima manche dello slalom speciale.
Sempre ai Mondiali juniores conquistò la medaglia di bronzo nello slalom gigante a Pra Loup 1999; nella stagione 2000-2001 in Coppa Europa conquistò in slalom speciale il primo podio, il 17 febbraio a Bad Wiessee (3º), e la prima vittoria, il 20 febbraio a Wildschönau. Dopo aver partecipato alla combinata dei XIX Giochi olimpici invernali di Salt Lake City 2002 (suo esordio olimpico), senza concludere la prova, il 16 marzo dello stesso anno salì per l'ultima volta in carriera sul gradino più alto del podio in Coppa Europa, a Le Grand-Bornand in slalom speciale.

### Stagioni 2003-2011
Esordì ai Campionati mondiali a Sankt Moritz 2003, classificandosi 28º nello slalom gigante, 19º nello slalom speciale e 13º nella combinata; il 22 dicembre 2004 ottenne a Flachau in slalom speciale il miglior piazzamento in Coppa del Mondo (4º) e nella stessa stagione, con l'8º posto nello slalom speciale dei Mondiali di Bormio/Santa Caterina Valfurva 2005, raggiunse il suo miglior risultato iridato in carriera.
Ai Mondiali di Åre 2007 non terminò lo slalom speciale; un anno dopo, il 14 febbraio 2008 a Kranjska Gora, colse il suo ultimo podio in Coppa Europa (2º in slalom speciale) e un mese più tardi, il 15 marzo a Bormio, bissò nella medesima specialità il suo miglior piazzamento in Coppa del Mondo (4º). Sempre in slalom speciale non concluse né la prova dei Mondiali di Val-d'Isère 2009, né quella dei XXI Giochi olimpici invernali di Vancouver 2010. Annunciò il ritiro dallo sci agonistico il 7 marzo 2011 durante lo slalom speciale di Coppa del Mondo disputato a Kranjska Gora, al quale partecipò come apripista. In totale vanta 97 partenze in Coppa del Mondo, l'ultima delle quali in occasione dello slalom speciale di Kitzbühel del 23 gennaio 2011; la sua ultima gara in carriera fu lo slalom speciale dei Campionati sloveni del 26 marzo, che non portò a termine.

## Palmarès

### Mondiali juniores
- 2 medaglie:
  - 1 oro (slalom speciale a Schladming 1997)
  - 1 bronzo (slalom gigante a Pra Loup 1999)

### Coppa del Mondo
- Miglior piazzamento in classifica generale: 52º nel 2008

### Coppa Europa
- Miglior piazzamento in classifica generale: 9º nel 2002
- 14 podi:
  - 4 vittorie
  - 5 secondi posti
  - 5 terzi posti

#### Coppa Europa - vittorie
| Data             | Località         | Paese   | Specialità |
| ---------------- | ---------------- | ------- | ---------- |
| 20 febbraio 2001 | Wildschönau      | Austria | SL         |
| 14 dicembre 2001 | Obereggen        | Italia  | SL         |
| 15 dicembre 2001 | Pozza di Fassa   | Italia  | SL         |
| 16 marzo 2002    | Le Grand-Bornand | Francia | SL         |

Legenda:

SL = slalom speciale

### Nor-Am Cup
- Miglior piazzamento in classifica generale: 29º nel 2003
- 2 podi:
  - 2 secondi posti

### Campionati sloveni
- 10 medaglie[2]:
  - 4 ori (combinata[3] nel 1999; slalom speciale nel 2002; slalom speciale nel 2006; supercombinata nel 2009)
  - 5 argenti (slalom gigante nel 1998; supergigante nel 2000; slalom gigante nel 2003; slalom speciale nel 2009; slalom speciale nel 2010)
  - 1 bronzo (slalom gigante nel 1999)